# Garcinia dryobalanoides
Garcinia dryobalanoides är en tvåhjärtbladig växtart som beskrevs av Jean Baptiste Louis Pierre. Garcinia dryobalanoides ingår i släktet Garcinia och familjen Clusiaceae. Inga underarter finns listade i Catalogue of Life.